# Relaciones México-Vanuatu
Las naciones de México y Vanuatu  establecieron relaciones diplomáticas en 1986. Ambas naciones son miembros de las Naciones Unidas.

## Historia
México y Vanuatu establecieron relaciones diplomáticas el 30 de octubre de 1986. Los vínculos se han desarrollado principalmente en el marco de foros multilaterales. 
En noviembre de 2010, el gobierno de Vanuatu envió una delegación de nueve miembros, encabezado por el primer ministro de Vanuatu, Edward Natapei; para asistir a la Conferencia de las Naciones Unidas sobre el Cambio Climático de 2010 en Cancún, México.
En 2024, ambas naciones celebraron 38 años de relaciones diplomáticas.

## Misiones diplomáticas
- México está acreditado ante Vanuatu a través de su embajada en Canberra, Australia.[4]
- Vanuatu no tiene una acreditación para México.